# 安塔够妙
安塔够妙（英語：Antagomir），由Markus Stoffel和来自马萨诸塞州艾拉倫公司（一家RNAi生物技术公司）的Muthiah Manoharan一起开发出的一类与胆固醇分子偶联的寡核苷酸，用来抑制内源微RNA。安塔够妙的副作用是其中的胆固醇会损害机体肝脏。